# Apostolski Episkopalny Kościół Katolicki
Apostolski Episkopalny Kościół Katolicki (cs. Apoštolská episkopální církev katolická, AECK) – kościół starokatolicki w Czechach, będący misją Kościoła Starokatolickiego na Słowacji. AECK jest członkiem Światowej Rady Narodowych Kościołów Katolickich. Zwierzchnikiem misji jest biskup Antonín Jelínek. Siedziba władz zwierzchnich Kościoła znajduje się w Pradze.
Nabożeństwa tej wspólnoty celebrowane są w kościele św. Michała w Pradze, w wybrane niedziele o godzinie 15.00

## Historia Kościoła
Kościół Starokatolicki na Słowacji powstał w 1995 r. z wyodrębnienia się z łona Kościoła Starokatolickiego w Czechach, który to ten powstał w wyniku przekształcenia Kościoła Starokatolickiego w Czechosłowacji. W 2003 r. na skutek wzmiankowanego sporu wokół ordynacji kobiet, kościół opuścił Unię Utrechcką Kościołów Starokatolickich, a nieco później stał się członkiem założycielem Światowej Rady Narodowych Kościołów Katolickich. Kościół zawarł umowę o wspólnocie komunijnej z Kościołem Anglikańskim w Chile, Meksykańskim Narodowym Kościołem Katolickim oraz Tradycyjnym Kościołem Anglikańskim. W 2003 r. na terenie Czech zawiązała się misja Kościoła Starokatolickiego na Słowacji o nazwie: Apostolski Episkopalny Kościół Katolicki, będąca alternatywą dla Kościoła Starokatolickiego w Czechach.

## Nauka Kościoła
Doktryna Starokatolicka opiera się na nauce niepodzielonego Kościoła Powszechnego pierwszych wieków, ujętej w ustaleniach Soborów Ekumenicznych. Starokatolicy najwyższą cześć oddają Bogu, wyznają wiarę w realną obecność ciała i krwi pańskiej w Eucharystii, zaś komunia jest udzielana pod dwiema postaciami: chleba i wina. Eucharystia nie jest w starokatolicyzmie powtórzeniem ofiary Chrystusa, a jej upamiętnieniem czy też uobecnieniem. W starokatolicyzmie istnieje również kult Maryi Panny, jednak odrzucany jest dogmat o jej Niepokalanym Poczęciu i Wniebowzięciu, zniesione zostały dogmaty przyjęte przez Kościół zachodni po rozłamie z Kościołem wschodnim. Starokatolicy oddają cześć także aniołom, apostołom, męczennikom i świętym. Kościół umożliwia spowiedź w konfesjonale, ale wiernym odpuszcza się grzechy także w trakcie mszy podczas spowiedzi powszechnej. Kościoły starokatolickie nie uznają nieomylności i władzy papieży. Kościół Starokatolicki na Słowacji całkowicie sprzeciwia się udzielaniu święceń kapłańskim kobiet oraz błogosławieństwu parom homoseksualnym.

## Duchowni
Duchownym Kościoła starokatolickiego może być mężczyzna, który ukończył odpowiednie wyższe studia teologiczne na uniwersytecie oraz zdał Egzamin Kościelny dopuszczający do święceń. Biskupem w Kościele starokatolickim może być kapłan wybrany przez Synod Ogólnokrajowy, konsekrowany przez przynajmniej trzech biskupów. Kapłanów nie obowiązuje celibat. W Kościele obowiązują stroje liturgiczne podobne jak w Kościele rzymskokatolickim.